# Leucania enervata
Leucania enervata är en fjärilsart som beskrevs av Warnecke 1930. Leucania enervata ingår i släktet Leucania och familjen nattflyn. Inga underarter finns listade i Catalogue of Life.